# Tryzoub (organisation)
Pour le trident, blason de l'Ukraine  nommé Tryzoub en ukrainien (Тризуб), voir Armoiries de l'Ukraine.
Tryzoub (ukrainien : Тризуб) est une organisation paramilitaire ukrainienne d'extrême droite fondé en 1993 par le Congrès des nationalistes ukrainiens. Son nom complet est « Tryzoub » - organisation pan-ukrainienne Stepan Bandera (ukrainien : Всеукраїнська організація «Тризуб» імені Степана Бандери) et son objectif principal est de créer un État ukrainien indépendant (russe : Українська Соборна Самостійна Держава, УССД). Selon Tryzoub, ses ennemis qui lui font obstacle sont « l'impérialisme, le chauvinisme, le fascisme, le communisme, le cosmopolitisme, le pseudo-nationalisme, le totalitarisme et l'anarchie, qui cherchent à parasiter sur la sueur et le sang des Ukrainiens ». Elle fait partie de Secteur droit.